# Unix-подібні операційні системи

Генеалогічне дерево UNIX-подібних операційних систем

UNIX-подібна операційна система (інколи скорочено як *nix) — операційна система, яка виникла під впливом UNIX. Термін охоплює вільні/відкриті операційні системи, утворені від UNIX компанії Bell Labs або емульовані його можливості, комерційні і запатентовані розробки, а також версії, засновані на сирцевому коді UNIX. Немає стандарту, який визначає термін, і припустимі різні точки зору про те, чи вважати певний продукт UNIX-подібним чи ні.

## Термін «UNIX-подібний» і торгова марка UNIX
The Open Group володіє торговою маркою 
ово UNIX використовується як знак відповідності. Вони не схвалюють вживання терміна «UNIX-подібний» і вважають, що це зловживання їхньою торговою маркою. Керівництво групи вимагає використання великих літер у назві UNIX або в іншому випадку окремо від решти тексту, схвалюють використання слова UNIX як прикметника в поєднанні з такими словами, як «система», і не схвалюють написання через дефіс (належать до англійських текстів). Найближчий термін, який вони вважали б коректним, був би «UNIX system-like».
З 2007 року ведеться суперечка між Вейном Греєм і The Open Group, в якому обговорюється використання слова UNIX як торгової марки. Зі слів Trademark Trial and Appeal, Board Gray зі своєю компанією вимагає від The Open Group надати йому документацію для їхніх вимог до торгової марки.
Також, у 2007 році X/Open Company Ltd. наполягла на тому, щоб німецький Університет Касселя не використовував «UNIK» як скорочення.

## Категорії
Денніс Рітчі, один з творців UNIX, висловив свою думку, що UNIX-подібні системи, такі як Linux, є де-факто UNIX-системами. Ерік Реймонд запропонував розділити UNIX-подібні системи на 3 типи:
- Генетичний UNIX: Системи, історично пов'язані з кодовою базою AT&T. Більшість, але не всі комерційні дистрибутиви UNIX-систем потрапляють під цю категорію. Так само, як і *BSD-системи, які є результатами роботи університету Берклі в пізніх 1970-х і ранніх 1980-х. У деяких з цих систем відсутній код AT&T, але досі простежується походження від розробки AT&T.
- UNIX по товарному знаку, або бренду: ці системи, в основному комерційного характеру, були визначені The Open Group як відповідні Єдиної специфікації UNIX, і їм дозволено називатися UNIX. Більшість цих систем — комерційні похідні кодової бази UNIX System V в тій чи іншій формі (наприклад, Amiga UNIX), хоча деякі (наприклад, z/OS компанії IBM) заслужили торгову марку через шар сумісності з POSIX, не бувши по суті UNIX. Багато старих UNIX-систем не підходять під це визначення.
- UNIX по функціональності: В цілому, будь-яка система, поведінка якої приблизно відповідає специфікації UNIX. До таких систем можна віднести Linux і Minix, які поводяться подібно UNIX-системі, але не мають генетичних зв'язків з кодовою базою AT&T. Більшість вільних / відкритих реалізацій UNIX, бувши генетичним UNIX чи ні, підпадають під обмежене визначення цієї категорії через дорожнечу сертифікації The Open Group, яка коштує кілька тисяч доларів.

Cygwin, не бувши операційною системою, надає UNIX-подібне середовище в Microsoft Windows; також існують сервіси Microsoft Windows для UNIX.

## Розвиток UNIX-подібних систем
UNIX-системи почали з'являтися з пізніх 1970-х і ранніх 1980-х. Багато власницьких версій, таких як Idris (1978),   Coherent  (1983) і   UniFLEX (1985), ставили за мету забезпечити потреби бізнесу функціональністю, доступною навченим користувачам UNIX.
Коли AT&T дозволила комерційне ліцензування UNIX в 1980-х, безліч розроблених власницьких систем ґрунтувалися на цьому, включаючи AIX, HP-UX, IRIX, Solaris, Tru64 UNIX, Ultrix і Xenix. Це багато в чому витісняло власницьких клонів. Зростаюча несумісність між системами призвела до створення стандартів взаємодії, у тому числі POSIX і Єдиної специфікації UNIX.
Між тим, в 1983 році був запущений проєкт GNU, завдяки якому вдалося зробити операційну систему, яку всі користувачі комп'ютера могли вільно використовувати, вивчати, виправляти, збирати заново. Різні UNIX-подібності розроблялися аналогічно GNU, часто з тими ж основними компонентами. Вони передусім служили дешевим заміщенням UNIX і включали 4.4BSD, Linux і Minix. Деякі з них послужили основою для комерційних UNIX-систем, таких як BSD/OS і Mac OS X. Примітно, що Mac OS X 10.5 (Leopard) сертифікований Єдиною специфікацією UNIX.

## Приклади

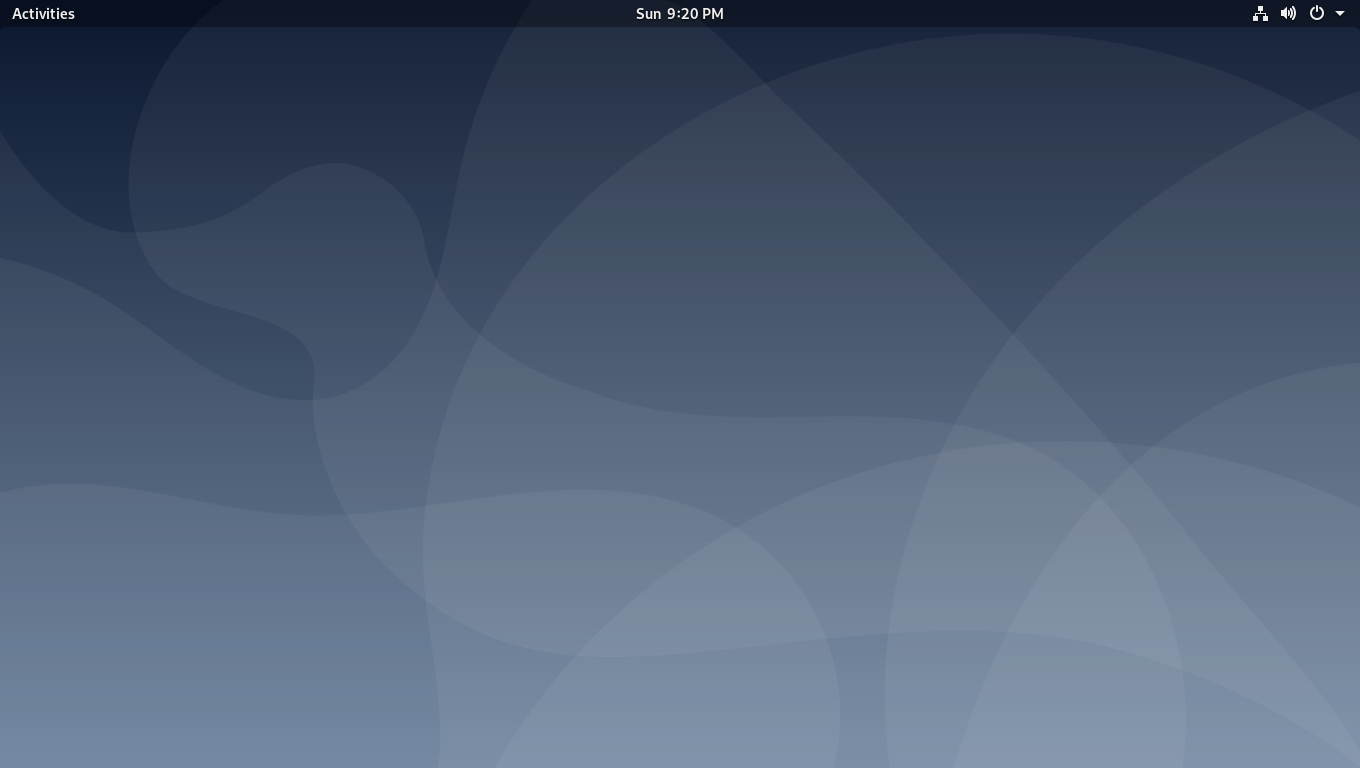
Debian, популярний дистрибутив GNU/Linux

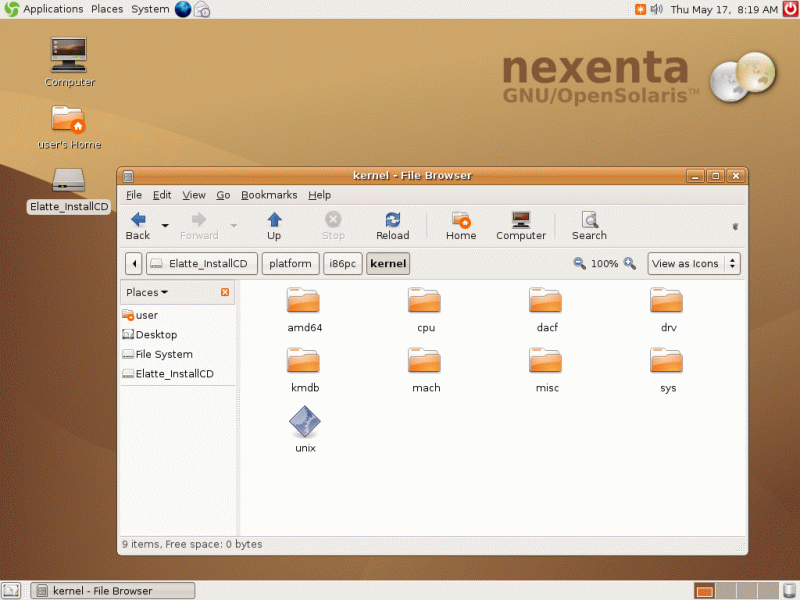
Nexenta OS, популярний дистрибутив OpenSolaris

Більшість виробників відкритих UNIX-систем не домагаються сертифікації UNIX для свого продукту навіть як компромату: вартість сертифікації вважається неприпустимою. Для таких систем зазвичай використовують термін «Freenix». Прикладом є GNU, Linux, Minix, OpenSolaris, Plan 9 і BSD зі своїми нащадками, такими як FreeBSD, NetBSD і OpenBSD.

## Операційні системи на основі вільного програмного забезпечення
Вільні ядра, бібліотеки, середовище стільниці та інші компоненти використовуються як у вільних операційних системах, так і в тих що включають невільне, або складаються з нього майже повністю.

## GNU
У 1983 році Річард Столмен оголосив про створення проєкту GNU — спроби створення вільної UNIX-подібної операційної системи з нуля, без використання оригінального початкового коду. Велика частина програмного забезпечення, розробленого в рамках даного проєкту, — такого, як GNU toolchain, Glibc (стандартна бібліотека мови Сі) та Coreutils — відіграє ключову роль в інших вільних операційних системах. Однак роботи по створенню заміни для ядра UNIX, необхідні для повного виконання завдань GNU, просувалися вкрай повільно. В цей час GNU Hurd — спроба створити сучасне ядро на основі мікроядерної архітектури Mach — все ще далека від завершення.
Неядерні компоненти GNU використовуються для створення ОС з такими ядрами як:
| Ядро             | Приклади ОС                                               |
| ---------------- | --------------------------------------------------------- |
| Linux            | Системи сімейства GNU/Linux                               |
| GNU Mach         | GNU Hurd (а також дистрибутиви на зразок Debian GNU/Hurd) |
| Ядра BSD         | Системи проєкту Gentoo/Alt                                |
| Ядро FreeBSD     | Debian GNU/kFreeBSD                                       |
| Ядро NetBSD      | Debian GNU/kNetBSD                                        |
| Darwin           | GNU-Darwin, OpenDarwin                                    |
| Ядро OpenSolaris | Nexenta OS, OpenSolaris                                   |
| Ядро Minix       | Сама Minix 3                                              |

У різних системах (наприклад, BSD та OpenSolaris) часто використовуються GNU Compiler Collection і середовище GNOME.

## Linux
У 1991 році, коли Лінус Торвальдс опублікував ядро Linux і залучив помічників, використання інструментів, розроблених в рамках проєкту GNU, було очевидним вибором. Ядро Linux, побудоване з використанням інструментів та бібліотек GNU, інколи називають GNU/Linux.
Дистрибутиви Linux (такі як Red Hat і Debian), що включають ядро, утиліти та додаткове програмне забезпечення, стали популярними як серед аматорів, так і серед представників бізнесу.
У вбудовуваних і мобільних системах використовується також ядро Linux без компонентів GNU; прикладом може бути Android, популярна ОС для смартфонів, або μCLinux з бібліотекою uClibc.

## Дослідницькі системи
1. UNIX (розроблена Bell Labs в 1970 році, ідея Кена Томпсона)
2. Mach (від розробників ядер ОС в CMU; див.: NeXTSTEP)
3. Xv6 (навчальна ОС, зроблена в MIT)
4. K42 (розроблялася в IBM)
5. MISS (перша вітчизняна UNIX-подібна операційна система)
6. ДЕМОС (радянський клон UNIX)
7. ІНМОС (Інструментальна мобільна операційна система — розроблена в СРСР в 1985 році в ІНЕУМ Інститут електронних керуючих машин, Головне КБ Минприбора).

Є безліч запатентованих UNIX-подоб, таких як: AIX, HP-UX, IRIX, Mac OS X, LynxOS, QNX, Xinuos OpenServer, Solaris, Tru64 UNIX, UnixWare, Xenix і VxWorks.
Дослідницькі не-UNIX:
- Nemesis[5] — дослідницька ОС від Кембріджського університету
- TUNES — 1994 рік
- V (operating system) — Stanford, ранні 1980-ті
- Microsoft Singularity
- Amoeba — розробка Амстердамського вільного університету.
- Phantom OS